# せらブルーベリーガーデン
せらブルーベリーガーデンは、広島県世羅郡世羅町にあった観光農園である。

## 概要
ブルーベリーをテーマにした観光農園。
農薬を使用せず、有機肥料のみで約40種類3,300本のブルーベリーやラズベリーを栽培している。（有機ＪＡＳ取得）
園内では、ブルーベリー狩りができ摘みたてをその場で試食可能。
レストランとジェラート店を併設しオリジナルジェラートが販売されている。

## 沿革
- 2006年6月2日 農業生産法人株式会社セラーリオ設立。
- 2009年5月開園
- 2012年11月閉園

## 施設
- ブルーベリー農園
- ガーデンテラス<レストラン、ジェラート、ショップ>
- 駐車場100台

## 規模
- ブルーベリー－136a
- その他のベリー類－3a

## 周辺
付近一帯は、世羅高原で農園が多く集まっている。

### 交通
- 尾道自動車道世羅icより約10分
- 山陽自動車道三原久井icより約35分
- 中国自動車道三次icより約45分

## 主な品種
- ブルーベリー
- ラズベリー